# Harry Friedauer
Harry Friedauer (* 7. Juli 1927 in Karlsruhe; † 14. Oktober 1985 in Marzling, Landkreis Freising) war ein deutscher Schauspieler und Operettensänger (Tenor und Tenorbuffo).

## Leben
Harry Friedauer wurde noch Ende des Zweiten Weltkrieges eingezogen und schwer verwundet. Nach seiner Ausbildung zum Schauspieler und Sänger erhielt er sein erstes Engagement am Badischen Staatstheater Karlsruhe. Anfang der 1950er Jahre kam er an das Staatstheater am Gärtnerplatz. Dort avancierte er schnell zu einem besonderen Publikumsliebling, nicht nur wegen seiner temperamentvollen Bühnendarstellungen, sondern auch wegen seiner tänzerischen und akrobatischen Darbietungen. Der Sänger brillierte u. a. in folgenden Partien: Gustl Das Land des Lächelns, Richard Schwarzwaldmädel, Luigi Gasparone, Prinz Orlofsky Die Fledermaus, Iwan Der Zarewitsch, Armand Der Graf von Luxemburg, Merkur Orpheus in der Unterwelt oder Adam Der Vogelhändler. Dem Haus am Gärtnerplatz gehörte er 35 Jahre als festes Ensemblemitglied an.
Harry Friedauer, der in den 1960er Jahren zum Kammerschauspieler ernannt wurde, sang an der Seite von Sari Barabas, Rosl Schwaiger, Christine Görner, Elisabeth Biebl, Erika Köth, Hertha Töpper, Topsy Küppers, Renate Holm, Anneliese Rothenberger, Liselotte Ebnet, Otto Storr, Ferry Gruber etc.
Er gastierte auf mehreren deutschsprachigen Bühnen (im In- und Ausland) u. a. 1959 bei den Seefestspielen Mörbisch (als Zsupan in Gräfin Mariza). Harry Friedauer wirkte in einigen Filmen mit und nahm eine beachtliche Anzahl von Operettenquerschnitten und -melodien auf. Auch hatte er viele Rundfunk- und mehrere TV-Auftritte u. a. bei Dalli Dalli (1972), Zum Blauen Bock (1972) oder Robert Stolz zum 90. Geburtstag (1970).
Der Künstler war zweimal verheiratet und hatte zwei Töchter. Er starb an den Folgen eines Autounfalls, den er während eines Spaziergangs erlitt. Seine letzte Ruhestätte fand er auf dem Münchner Nordfriedhof.

## Diskografie (Auswahl)
- Banditenstreiche Walhall 1954
- Rendezvous mit Harry Friedauer LP EMI (1967?)
- Der Zarewitsch EMI-Classic 1996
- Igo Hofstetter – Roulette der Herzen, Alles spricht von Charpillon, Schach dem Boss ORF Oberösterreich 1996
- Operettenmelodien EMI-Classic 2000
- Operettenmelodien EMI-Classic 2002
- Die Csárdásfürstin, Gräfin Mariza, Im weissen Rössl EMI-Classic 2003
- Der liebe Augustin, Clivia, Die ungarische Hochzeit EMI-Classic 2003
- Lehár EMI-Classic 2004
- Operetten EMI-Classic 2004

## Filmografie
- 1955: Der Frontgockel
- 1959: Mandolinen und Mondschein
- 1959: Mikosch im Geheimdienst
- 1961: Cancan und Bakarole